# William Drummond of Logiealmond
William Drummond of Logiealmond (ca. 1770–1828) fue un diplomático escocés y miembro del Parlamento británico, poeta, filósofo e historiador de la Antigüedad. Su libro Academical Questions (1805) tuvo importancia en el desarrollo de las ideas del poeta romántico inglés Percy Bysshe Shelley.

## Obras
- A Review of the Government of Sparta and Athens (1794)
- Academical Questions (1805)
- Herculanensia (1810) con Robert Walpole.
- Oedipus Judaicus (1811, editado privadamente y reeditado en 1866)
- Odin (1818), poema
- Origines, or Remarks on the Origin of several Empires, States, and Cities (1824–29)

- Datos: Q4019990